# Joe Oliver (homme politique)
Pour les articles homonymes, voir Oliver.
Joe Oliver, né le 20 mai 1940 à Montréal au Canada, est un homme politique canadien qui fut, sous le gouvernement conservateur, le 38e ministre des Finances de son pays entre le 19 mars 2014 et le 19 octobre 2015, date d'élection d'un nouveau gouvernement libéral.